# European
European är Sambassadeurs tredje studioalbum, utgivet den 23 februari 2010 av skivbolaget Labrador. Från skivan släpptes låten "Days" som en promotionsingel.

## Låtlista
1. "Stranded" - 4:40 (Persson, Läckberg)
2. "Days" - 2:54 (Läckberg)
3. "I Can Try" - 4:17 (Permbo, Läckberg)
4. "Forward Is All" - 4:27 (Permbo)
5. "Albatross" - 3:52 (Persson, Läckberg)
6. "High and Low" - 2:53 (Persson, Läckberg)
7. "A Remote View" - 2:04 (Permbo)
8. "Sandy Dunes" - 5:29 (Läckberg)
9. "Small Parade" - 2:52 (Tobin Sprout)

## Mottagande
Skivan snittar på 3,6/5 på Kritiker.se, baserat på tjugo recensioner.

## Listplaceringar
| Lista (2010) | Topplacering |
| ------------ | ------------ |
| Sverige      | 41           |

### Fotnoter
1. ↑  ”Sambassadeur”. Discogs.com. http://www.discogs.com/Sambassadeur-European/release/2200650. Läst 1 mars 2012.
2. ↑  ”Days”. Discogs.com. http://www.discogs.com/Sambassadeur-Final-Say/release/3278163. Läst 1 mars 2012.
3. ↑  ”European”. Kritiker.se. https://kritiker.se/skivor/sambassadeur/european/. Läst 1 mars 2012.
4. ↑  Placeringar på den svenska albumlistan